# عصام مصطفى
عصام مصطفى  (25 مارس 1935 - 14 يوليو 2006) هو ممثل مصري. 

## حياته ونشأته
من مواليد 25 مارس 1935، بدأ مشواره الفني في ستينات القرن العشرين، وأدى أدواراً ثانوية في السينما والتليفزيون، قام بدور رئيس العمال، وطباخ الملجأ، وطباخ المخدرات «دوسري» في فيلم «الكيف» ونال استحسان الكثيرين.
توفي في 14 يوليو 2006 عن عمر يناهز 71 سنة، خلال رحلة فنية منذ 1965 إلى 1992 وعدد 61 عمل في مجال التمثيل السينمائي والتلفزيوني، ومرة واحدة عمل كمدير استوديو (مسلسل «انتقام امرأة» للمخرج حمدي الإبراشي، عام 1983) ومرة واحدة كمشرف على الإنتاج (فيلم «الظريف والشهم والطماع» للمخرج نور الدمرداش، عام 1971).

## أهم أعماله في التمثيل
فيلم «الدخيل» للمخرج نور الدمرداش، عام 1967
فيلم «الضحايا» للمخرج حسام الدين مصطفى، عام  1975
فيلم «الكرنك» للمخرج علي بدرخان، عام 1975
فيلم «مولد يا دنيا» للمخرج حسين كمال، عام 1976
فيلم «الكيف» للمخرج علي عبد الخالق، عام 1985

## وصلات خارجية
- عصام مصطفى على موقع IMDb (الإنجليزية)
- عصام مصطفى على موقع قاعدة بيانات الأفلام العربية
- عصام مصطفى على موقع الدهليز
- عصام مصطفى على موقع كاروهات